# Oxyrhachis regalis
Oxyrhachis regalis är en insektsart som beskrevs av Capener 1962. Oxyrhachis regalis ingår i släktet Oxyrhachis och familjen hornstritar. Inga underarter finns listade i Catalogue of Life.